# Espinelves
Espinelves är en kommun i Spanien.   Den ligger i provinsen Província de Girona och regionen Katalonien, i den östra delen av landet, 500 km öster om huvudstaden Madrid. Antalet invånare är 201. Arean är 17,4 kvadratkilometer. Espinelves gränsar till Vilanova de Sau, Sant Hilari Sacalm, Arbúcies, Viladrau och Sant Sadurní d'Osormort. 
Terrängen i Espinelves är huvudsakligen kuperad, men österut är den platt.